# Élisabeth d'Autriche (1922-1993)
Pour les articles homonymes, voir Élisabeth d'Autriche.
L'archiduchesse Élisabeth d'Autriche (31 mai 1922 - 6 janvier 1993) est un membre de la maison de Habsbourg-Lorraine. Elle est la plus jeune fille de Charles Ier, dernier empereur d'Autriche, et de son épouse, la princesse Zita de Bourbon-Parme. 

## Famille et jeunesse

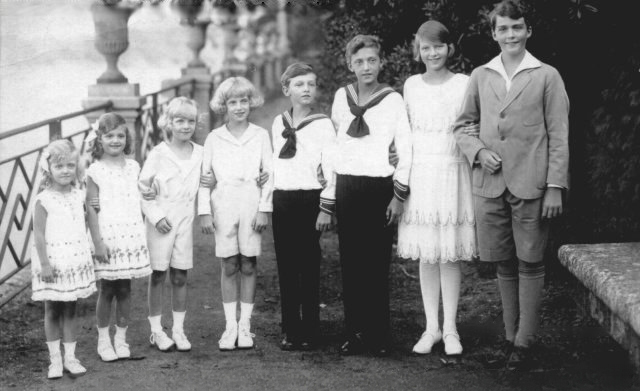
Les enfants de Charles Ier d'Autriche et de Zita de Bourbon-Parme. De gauche à droite : Élisabeth, Charlotte, Rodolphe, Charles-Louis, Félix, Robert, Adélaïde et Otto.

Elisabeth est née le 31 mai 1922. Son père, déposé en 1918, meurt d'une pneumonie le 1er avril 1922, deux mois avant sa naissance. Après sa mort, sa mère, alors enceinte, est invitée par le roi Alphonse XIII à venir vivre en Espagne. Zita donne naissance à Élisabeth au Palais Royal du Pardo à Madrid. Elle est nommée d'après l'impératrice Élisabeth de Wittelsbach, l'épouse de François-Joseph Ier d'Autriche. Charles avait choisi le nom longtemps à l'avance, persuadé que le bébé serait une fille. Élisabeth a sept frères et sœurs plus âgés: cinq frères (Otto, Robert, Félix, Charles-Louis et Rodolphe) et deux sœurs ( Adélaïde et Charlotte). 
À l'invitation d'Alphonse, la famille élit domicile au Palacio Uribarren à Lekeitio, dans le golfe de Gascogne. Pendant les six années suivantes, Zita s'installe donc à Lekeitio, où elle éduque ses enfants. Leurs leçons sont soumises à un régime strict, les plus importantes allant à Otto et diminuant selon l'âge, de sorte qu’Élisabeth a la charge de travail la plus faible. Leur mère adore les faire photographier tous en ligne, avec Otto (le plus grand) à une extrémité et Élisabeth (la plus petite) à l'autre. Ils ont des difficultés financières, vivant principalement des revenus d'une propriété privée en Autriche, des revenus d'un vignoble de Johannisberg et de dons. Cependant, d'autres membres en exil de la dynastie des Habsbourg réclament une grande partie de cet argent, et ils reçoivent régulièrement des demandes d'aide d'anciens fonctionnaires impériaux. 
En 1929, la famille d’Élisabeth déménage à Steenokkerzeel, une petite ville près de Bruxelles. Comme ils ont des parents proches en Belgique, ses frères et sœurs les plus âgés choisissent d'y aller à l'université. Ils sont cependant contraints de fuir en 1940 lorsque les troupes allemandes ont envahi la Belgique. Ils manquent de peu d'être tués par un bombardement allemand sur le château et fuient vers le château français du frère de Zita, le prince François-Xavier, à Besson. Avec l'accession au pouvoir du le gouvernement collaborationniste de Philippe Pétain, les Habsbourg fuient vers la frontière espagnole pour y parvenir le 18 mai. Ils se rendent au Portugal où le gouvernement américain accorde le visa de sortie aux familles le 9 juillet. Après un périlleux voyage, ils arrivent à New York le 27 juillet, ayant de la famille à Long Island et à Newark, New Jersey. 
Les réfugiés impériaux autrichiens finissent par s'installer au Québec, qui présente l'avantage d'être francophone (les plus jeunes, dont Élisabeth, ne parlent pas encore couramment l'anglais). Comme ils sont coupés de tous leurs fonds européens, leurs finances sont plus tendues que jamais. À un moment donné, leur mère est réduite à faire des salades à partir de feuilles de pissenlit. Elisabeth étudie au Collège-Jésus-Marie de Sillery et à l'École des Sciences sociales de l’Université Laval. 
À un moment, Zita et plusieurs de ses enfants vivent à Tuxedo Park, à Suffern, New York. Tous ses frères sont actifs dans l'effort de guerre. Otto a promu le rôle de la dynastie dans l'Europe d'après-guerre et rencontre régulièrement Franklin Roosevelt ; Robert est le représentant des Habsbourg à Londres ; Charles-Louis et Félix rejoignent l'armée américaine ; Rodolphe rejoint clandestinement l'Autriche dans les derniers jours de la guerre pour aider à organiser la résistance. 

## Mariage
Le 12 septembre 1949, Élisabeth épouse le prince Heinrich de Liechtenstein à Lignières, en France. Il est le fils du prince Alfred Roman de Liechtenstein (lui-même fils du prince Alfred de Liechtenstein) et de la princesse Thérèse-Marie d'Oettingen-Oettingen. Il est également un cousin de François-Joseph II, prince de Liechtenstein. 
Ils ont cinq enfants : 
| Nom                                                               | Naissance             | Mort            | Notes                                                                                                |
| ----------------------------------------------------------------- | --------------------- | --------------- | --- |
| Vincenz de Liechtenstein                                          | Graz, 30 juillet 1950 | 14 janvier 2008 | épouse Hélène de Cossé-Brissac et divorce en 1991. Il se remarie en 1999 avec Roberta Valeri Manera. |
| Michael Karl Alfred Maria Felix Moritz de Liechtenstein           | Graz, 10 octobre 1951 |                 | marié en 1986 à Hildegarde Berta Peters.                                                             |
| Charlotte Marie Bénédicte Éléonore Adélaïde de Liechtenstein      | Graz, 3 juillet 1953  |                 | mariée en 1979 à P. K. van der Byl.                                                                  |
| Christophe Karl Alfred Maria Michael Hugo Ignace de Liechtenstein | Graz, 11 avril 1956   |                 | |
| Karl Maria Alfred Michael George de Liechtenstein                 | Graz, 31 août 1957    |                 | |

## Sources
- Gordon Brook-Shepherd, The Last Empress : The Life and Times of Zita of Austria-Hungary 1893-1989, Harper-Collins, 1991
- Gordon Brook-Shepherd, Uncrowned Emperor : The Life and Times of Otto von Habsburg, Hambledon & London, 2004, 254 p. (ISBN 1-85285-439-1, lire en ligne)
- Bertita Harding, Imperial Twilight : The Story of Karl and Zita of Hungary, Bobbs-Merrill Company Publishers, 1939 (ASIN B000J0DDQO)